# أبيلاردو باروسو
أبيلاردو باروسو هو موزع ومغني كوبي، ولد في 21 سبتمبر 1905 في هافانا في كوبا، وتوفي بنفس المكان في 27 سبتمبر 1972.